# ウィリアム・ホールデン

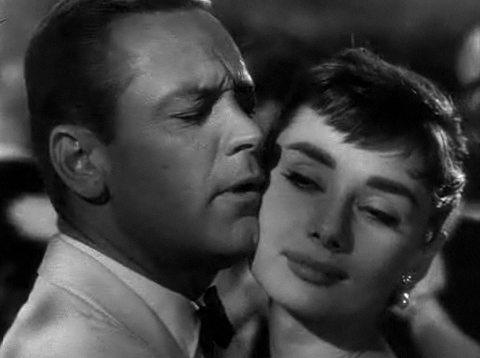
ウィリアム・ホールデンとオードリー・ヘプバーン（1954年『麗しのサブリナ』）

ウィリアム・ホールデン（William Holden, 1918年4月17日 - 1981年11月12日）は、アメリカ合衆国イリノイ州出身の俳優である。本名：William Franklin Beedle Jr.。

## 生涯
イリノイ州オファロンに、父は化学者、母は教師という裕福な家庭に生まれる。学生時代は細菌学者を目指していたが、パサディナ・ハイスクールからジュニア・カレッジに進学した頃から演劇に傾倒し、パサディナ・プレイハウスで演技を学ぶ。劇団に所属して、『キュリー夫人』の端役で舞台に立っていたところをパラマウントにスカウトされて1938年に映画入り。ホールデンの芸名の由来は、彼がパラマウントの重役に紹介された際、たまたま掛かってきた電話の相手の名を頂いたものだった。1939年のデビュー作『ゴールデン・ボーイ』で早くも注目される。その後も『前科者』『我等の町』など好調なスタートを切る。当時は“赤ん坊のような笑顔を持った隣家のお兄ちゃん”と呼ばれ、アイドルスターとして売り出した。
第二次大戦中は陸軍航空隊に所属。4年間の軍務の後、戦後再び映画に出演するが、しばらくは作品に恵まれず復帰間もないころは低迷していた。しかし、1950年、ビリー・ワイルダー監督の『サンセット大通り』でアカデミー主演男優賞にノミネート、この一作でそれまでのアイドル路線から脱却し演技派スターへと変化を遂げてスターダムを駆け上がる。その後は1950年代を通じて興行的に最も信頼できるスターと称され、数々のヒットを飛ばし、特にビリー・ワイルダーと再び組んだ『第十七捕虜収容所』では念願のアカデミー主演男優賞を受賞。他にもデヴィッド・リーン監督『戦場にかける橋』、キャロル・リード監督『鍵』、ジョン・フォード監督『騎兵隊』、『喝采』、『麗しのサブリナ』、『ピクニック』、『慕情』と、世界映画史を代表する名作・ヒット作に出演し大活躍。常に人気も上位にランクインしていた。
来日もしており、黒澤明監督との写真も現存する。『トコリの橋』では淡路恵子、『戦場にかける橋』では早川雪洲、『第七の暁』では丹波哲郎と共演している。無声映画のスターだった早川雪洲とは縁があり、ホールデンは少年時代に雪洲がハリウッドで暮らしていた豪邸（グレンギャリ城）に新聞を配達していて、その時に俳優をやってみないかと声を掛けていた雪洲と共演が果たされた。
ハリウッドでも指折りの実業家としても有名で、野生動物の保護に熱心に取り組み、1970年代にはアフリカはケニアに1260エイカーにも及ぶ広大な土地を購入、そこを保護区にしサファリ・クラブの共同経営などにも参加した。また、1959年には税金対策の為に家族共々スイスに移り住んだりした。
女優のブレンダ・マーシャルと応召前の1941年に結婚し、3人の子供に恵まれたが、1970年に離婚。1960年代終わりのアメリカン・ニューシネマの時代に入ってからは人気も下降気味になったが、1969年のサム・ペキンパー監督『ワイルドバンチ』、1973年のクリント・イーストウッド監督『愛のそよ風』、1974年の『タワーリング・インフェルノ』、そして、1976年にはシドニー・ルメット監督『ネットワーク』で再びアカデミー主演男優賞候補になるなど、活躍を続けた。しかし、私生活では事業の不振や呼吸器疾患、年下の女優ステファニー・パワーズとの関係などから、晩年はアルコール依存症だったという。1981年、自宅にて酩酊状態で絨毯で足を滑らせ、テーブルに頭をぶつけてできた傷からの出血による失血で死去した。遺体は火葬され、遺灰は太平洋に撒かれた。故人の意向により、葬儀等は行われなかった。
本格的デビュー作『ゴールデン・ボーイ』で共演して以来、長年、彼と交流のあった女優バーバラ・スタンウィックが、彼の死去後の1982年3月29日に開催された第54回アカデミー賞授賞式で名誉賞を受賞した。その受賞スピーチでバーバラは「彼のことが大好きでした。亡くなって寂しいです。彼は私がオスカーを手にすることをいつも願ってくれていました」と語り、オスカー像を掲げ「私のゴールデン・ボーイ（彼女は彼をこう呼んでいた）、あなたの願いが叶ったのよ!」とスピーチを締めくくって哀悼の意を表した。

## 主な出演作品

### 映画
| 公開年 | 邦題 原題                                                   | 役名                         | 備考                                |
| ------ | ----------------------------------------------------------- | ---------------------------- | ----------------------------------- |
| 1939   | ゴールデン・ボーイ Golden Boy                               | ジョー・ボナパルト           |                                     |
| 1939   | 前科者 Invisible Stripes                                    | ティム・テイラー             |                                     |
| 1940   | 我等の町 Our Town                                           | ジョージ・ギブス             |                                     |
| 1940   | アリゾナ Arizona                                            | ピーター                     |                                     |
| 1941   | 空の要塞 I wanted Wings                                     | アル                         |                                     |
| 1941   | 掠奪の町 Texas                                              | ダン・トーマス               |                                     |
| 1943   | 俳優志願 Young and Willing                                  | ノーマン・リース             |                                     |
| 1947   | 恋文騒動 Dear Ruth                                          | ウィリアム・シークロフト     |                                     |
| 1947   | ハリウッド・アルバム Variety Girl                           | 本人                         |                                     |
| 1948   | 荒原の女 Rachel and the Stranger                            | デヴィッド・ハーヴェイ       |                                     |
| 1949   | コロラド The Man from Colorado                              | デル・スチュアート           |                                     |
| 1949   | テキサス決死隊 Street of Laredo                             | ジム                         |                                     |
| 1950   | サンセット大通り Sunset Boulevard                           | ジョー・ギリス               |                                     |
| 1950   | 武装市街 Union Station                                      | ウィリアム・カルホーン       |                                     |
| 1950   | ボーン・イエスタデイ Born Yesterday                         | ポール                       | 日本劇場未公開                      |
| 1951   | 戦場の誓い Force of Arms                                    | ジョー・ピーターソン（ペペ） |                                     |
| 1951   | 太平洋の虎鮫 Submarine Command                              | ケン・ホワイト               |                                     |
| 1952   | 黒い街 The Turning Point                                    | ジェリー・マッキボン         |                                     |
| 1953   | 第十七捕虜収容所 Stalag 17                                  | J.J. セフトン                | アカデミー主演男優賞 受賞           |
| 1953   | 月蒼くして The Moon Is Blue                                 | ドナルド・グレシャム         |                                     |
| 1953   | 女性よ永遠に Forever Female                                 | スタンリー                   |                                     |
| 1953   | ブラボー砦の脱出 Escape from Fort Bravo                     | ロウパー大尉                 |                                     |
| 1954   | 重役室 Executive Suite                                      | マクドナルド                 | ヴェネツィア国際映画祭 審査員特別賞 |
| 1954   | 麗しのサブリナ Sabrina                                      | デイヴィッド・ララビー       |                                     |
| 1954   | 喝采 The Country Girl                                       | バーニー・ドッド             |                                     |
| 1954   | トコリの橋 The Bridges at Toko-ri                           | ハリー・ブルーベイカー       |                                     |
| 1955   | 慕情 Love Is a Many-Splendored Thing                        | マーク・エリオット           |                                     |
| 1955   | ピクニック Picnic                                           | ハル・カーター               |                                     |
| 1956   | 誇りと冒涜 The Proud and Profane                            | コリン・ブラック             |                                     |
| 1957   | 戦場にかける橋 The Bridge on the River Kwai                 | シアーズ                     |                                     |
| 1957   | ロケット・パイロット Toward the Unknown（Brink of Hell）    | リンカーン・ボンド           |                                     |
| 1958   | 鍵 The Key                                                  | デヴィッド・ロス             |                                     |
| 1959   | 騎兵隊 The Horse Soldiers                                   | ヘンリー・ケンダル           |                                     |
| 1960   | スージー・ウォンの世界 The World of Suzie Wong              | ロバート                     |                                     |
| 1962   | 誘惑の夜 Satan Never Sleeps                                 | オバニオン神父               |                                     |
| 1962   | 偽の売国奴 The Counterfeit Traitor                          | エリック・エリクソン         |                                     |
| 1962   | ライオン The Lion                                           | ロバート・ヘイワード         |                                     |
| 1963   | パリで一緒に Paris-When It Sizzles                          | リチャード・ベンソン         |                                     |
| 1964   | 第七の暁 The 7th Dawn                                       | フェリス                     |                                     |
| 1966   | アルバレス・ケリー Alvarez Kelly                            | アルバレス・ケリー           |                                     |
| 1967   | 007 カジノ・ロワイヤル Casino Royale                        | ランサム                     |                                     |
| 1968   | コマンド戦略 The Devil's Brigade                            | ロバート・T・フレデリック    |                                     |
| 1969   | ワイルドバンチ The Wild Bunch                               | パイク・ビショップ           |                                     |
| 1969   | クリスマス・ツリー L'arbre de Noël                          | ローラン・セギュール         |                                     |
| 1971   | 夕陽の挽歌 Wild Rovers                                      | ロス・ボーディン             |                                     |
| 1972   | 復讐の荒野 The Revengers                                    | ジョン・ベネディクト         | 日本劇場未公開                      |
| 1973   | 愛のそよ風 Breezy                                           | フランク・ハーモン           | 日本劇場未公開                      |
| 1974   | タワーリング・インフェルノ The Towering Inferno             | ジェームズ・ダンカン         |                                     |
| 1974   | ダーティハンター Open Season                                | ハル・ウォルコウスキー       |                                     |
| 1976   | テロリスト・黒い九月 21 Hours at Munich                     | マンフレッド                 | テレビ映画                          |
| 1976   | ネットワーク Network                                        | マックス・シュマッチャー     |                                     |
| 1978   | 悲愁 Fedora                                                 | バリー                       |                                     |
| 1978   | オーメン2/ダミアン Damien: Omen II                          | リチャード・ソーン           |                                     |
| 1979   | アシャンティ Ashanti                                        | ジム・サンデル               |                                     |
| 1980   | 世界崩壊の序曲 The Day the World Ended When Time Ran Out... | シェルビー・ギルモア         |                                     |
| 1980   | アドベンチャー・ロード The Earthling                        | パトリック・フォーリー       |                                     |
| 1981   | S.O.B.                                                      | ティム                       | 日本劇場未公開 遺作                 |

### テレビ
| 放映年 | 邦題 原題                        | 役名 | 備考                                 |
| ------ | -------------------------------- | ---- | ------------------------------------ |
| 1955   | アイ・ラブ・ルーシー I Love Lucy | 本人 | シーズン4 第16話 "Hollywood at Last" |

## 受賞歴

### アカデミー賞
受賞
1954年 アカデミー主演男優賞:『第十七捕虜収容所』
ノミネート
1951年 アカデミー主演男優賞:『サンセット大通り』
1977年 アカデミー主演男優賞:『ネットワーク』

## 日本のテレビ番組出演
- スター千一夜（1963年10月19日、フジテレビ）